# Partido Comunista da Eslováquia
O Partido Comunista da Eslováquia (Komunistickà Strana Slovenska, KKS) é um partido comunista da Eslováquia, formado em 1992, através da fusão do Partido Comunista da Eslováquia-91 e a Liga Comunista de Eslováquia. Seu líder atual é Josef Hrdlicka.
Nas eleições de 2002, o KSS recebeu cerca de 6% dos votos e conquistou 11 lugares no Parlamento (pela primeira vez desde a sua criação). Nas eleições parlamentárias de 17 de junho de 2006, o partido ganhou 3,88% do voto popular e perdeu sua representação parlamentária.
O partido observador dele é o Partido da Esquerda Europeia.

## Resultados eleitorais

### Eleições legislativas
| Data | Votos   | %         | Deputados | +/- | Status            |
| ---- | ------- | --------- | --------- | --- | ----------------- |
| 1992 | 23 349  | 0,8 (#14) | 0 / 150   |     | Extra-parlamentar |
| 1994 | 78 419  | 2,7 (#9)  | 0 / 150   | =   | Extra-parlamentar |
| 1998 | 94 015  | 2,8 (#7)  | 0 / 150   | =   | Extra-parlamentar |
| 2002 | 181 872 | 6,3 (#7)  | 11 / 150  | 11  | Oposição          |
| 2006 | 89 418  | 3,9 (#7)  | 0 / 150   | 11  | Extra-parlamentar |
| 2010 | 21 104  | 0,8 (#11) | 0 / 150   | =   | Extra-parlamentar |
| 2012 | 18 583  | 0,7 (#14) | 0 / 150   | =   | Extra-parlamentar |
| 2016 | 16 278  | 0,6 (#14) | 0 / 150   | =   | Extra-parlamentar |

### Eleições europeias
| Data | Votos  | %         | Deputados | +/- |
| ---- | ------ | --------- | --------- | --- |
| 2004 | 31 908 | 4,5 (#7)  | 0 / 14    |     |
| 2009 | 13 643 | 1,7 (#10) | 0 / 13    | =   |
| 2014 | 8 510  | 1,5 (#13) | 0 / 13    | =   |